# باليارا
باليارا (بالإيطالية: Pagliara)‏ هي بلدية في مقاطعة ميسينا في صقلية الإيطالية.

## السكان
في سنة 1861 بلغ عدد السكان 1٬652 نسمة، وتطور العدد ليصل في سنة 2011 لـ 1٬230 نسمة.
يظهر هذا المخطط البياني تطور النمو السكاني لـ باليارا